# Dom Pérignon

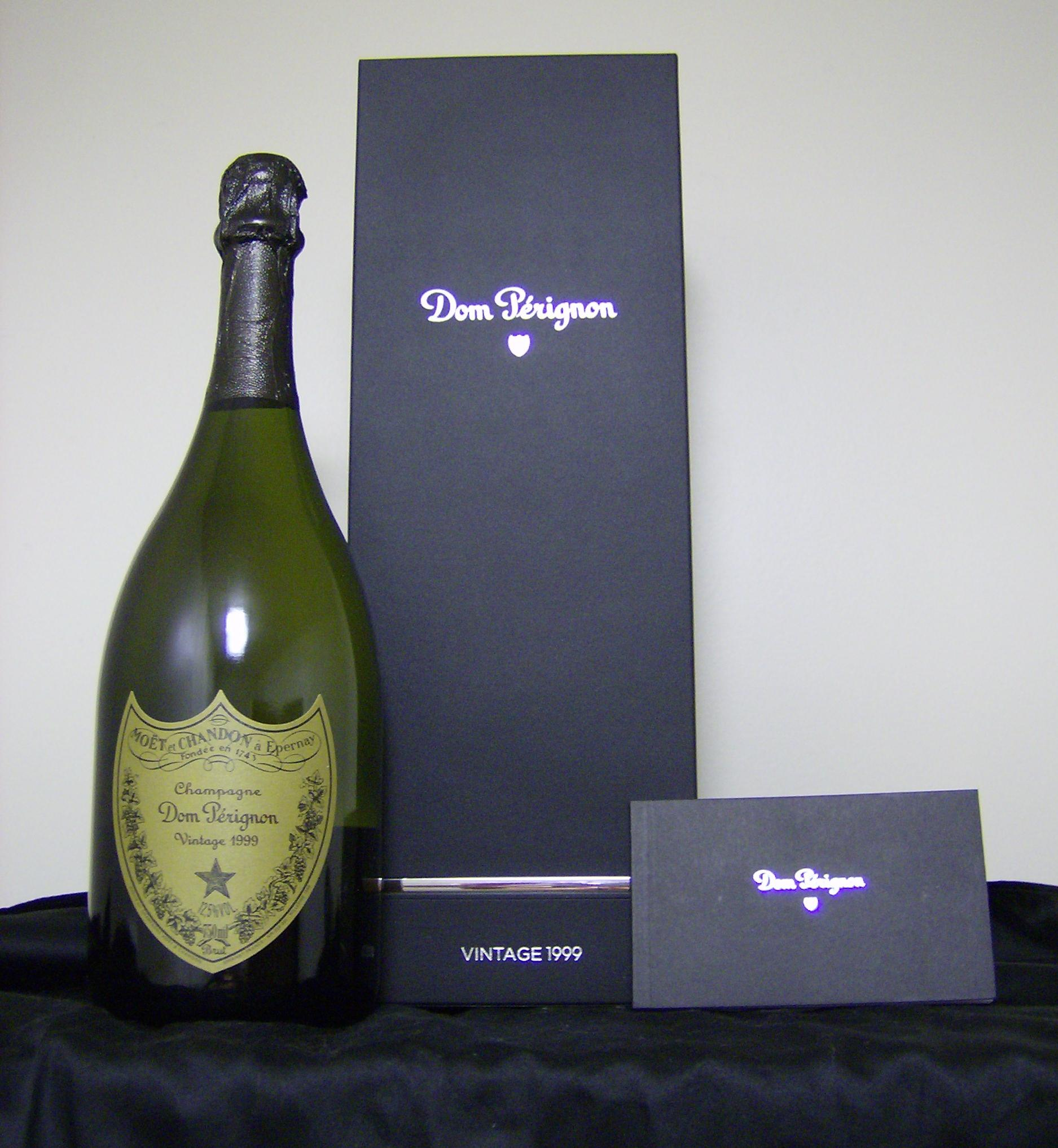
Una botella de Dom Pérignon cosecha 1999 con sus materiales de autentificación.

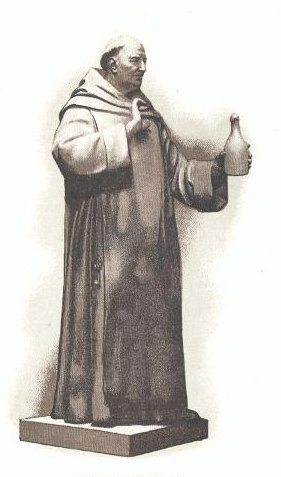
Dom Pierre Pérignon, el monje benedictino creador del champán.

Dom Pérignon (pronunciación francesa: [dɔ̃peʁiɲɔ̃]; /ˌdɒmpɛrɪˈnjɒn/ en inglés) es una marca de champán, producida por Moët & Chandon. Recibió el nombre de Dom Pérignon en honor a Pierre Pérignon, un monje benedictino que   descubrió la forma de elaborar los vinos espumosos.

## Historia
La primera cosecha de Dom Pérignon data de 1921, pero no se puso a la venta el 4 de agosto de 1936, tras la Gran Depresión. Dom Pérignon se elabora con una sola vendimia de champán, lo que significa que solo se produce en los mejores años, y todas las uvas utilizadas son cosechadas en el mismo año. Muchos champanes, por el contrario, no son de época, lo que significa que se elabora a partir de uvas cosechadas en varios años.

## Producción actual
Alrededor de 5 millones de botellas se producen en cada cosecha. El champán es 55% Chardonnay y 45% Pinot Noir, con 7g/l de azúcar promedio. Según Tom Stevenson, «todos los vinos necesitan un mínimo de doce meses para fomentar el envejecimiento del sedoso mousse de la firma Dom Pérignon». A partir de 2008, la versión actual de Dom Pérignon es de la cosecha 2000 y la versión actual de Dom Pérignon Rosado es de la cosecha 1998. 
El director desde 2007 es el enólogo Richard Geoffroy, quien ha sido Jefe de la cava de Dom Pérignon desde 1998.